# Störmthal (Schiff)
Die Störmthal ist ein Fahrgastschiff der Personenschifffahrt im Leipziger Neuseenland.

## Geschichte
Das Schiff wurde 2018 unter der Baunummer 216 auf der Lux-Werft in Mondorf gebaut. Es war für Ausflugsfahrten auf dem Markkleeberger See und dem Störmthaler See geplant.

## Technische Daten und Ausstattung
Das Schiff besitzt einen Diesel-Hybrid-Antrieb mit 174 kW Leistung laut Typenschild und ist mit einem Schottel-Ruderpropeller (SRP 100) ausgestattet. Das Bugstrahlruder ist ein geräuscharmer BETA Super 40E von Kalkman Scheepstechniek. Die Stromversorgung erfolgt durch eine Lithium-Ionen-Batterie mit 62 kW.
Das Schiff ist ein sogenannter Kopflander, das heißt, es kann an Senkrechtufern wie an Schrägufern anlegen. Die Anlandestege sind mit der Deckshöhe gleich, sodass Rollstuhlfahrer mühelos an Bord fahren können.
Das Schiff ist für 130 Passagiere zugelassen, davon 70 Personen im Salon und 60 Personen auf dem Sonnendeck. Das Schiff ist beheizbar und mit einer Klimaanlage ausgestattet. Die Toilette ist mit einem Rollstuhl benutzbar und besitzt eine Wickelkommode.

## Besonderes
Das Schiff war für Rundfahrten vom Ausgangshafen Markkleeberg auf dem Markkleeberger See zum Störmthaler See geplant und sollte während der Saison zwischen der Seepromenade in Markkleeberg und dem Ferienresort Lagovida acht Anlegestellen anfahren. Dabei sollte es durch den Kanuparkkanal fahren, der die beiden Seen verbindet. Der Höhenunterschied zwischen beiden Seen beträgt vier Meter, der durch die Kanuparkschleuse überwunden wird. Die Radwegbrücke über den Kanuparkanal hat eine Durchfahrtsbreite von 4,98 Meter und eine mittlere Durchfahrtshöhe von 4,80 Meter.
Im März 2021 wurden an den Böschungen des Kanals und der Kanuparkschleuse durch Gutachter Schäden und Risse festgestellt. Als Sofortmaßnahme wurden Querbauwerke in den Kanal gebaut, wodurch er unpassierbar ist. Die Ursachenermittlung läuft, ebenso die Suche nach dauerhaften Lösungen. In dem betroffenen Bereich hat der Kippenboden eine Mächtigkeit von rund 55 Metern.
Das Gutachten für die Schäden an Kanal und Schleuse zwischen Störmthaler und Markkleeberger See stellte fest, dass die Strömungskraft des Grundwassers Bodenteilchen mit sich gerissen und die Standsicherheit der Schleuse destabilisiert habe. Auch Planungs- und in der Folge Baumängel wurden von den Gutachtern festgestellt. So seien unter anderem keine Filterschichten verbaut worden. Ob und wie der Kanal saniert werden kann, soll durch eine Machbarkeitsstudie geklärt werden. Solange bleibt der Kanal weiter gesperrt.
Da das Schiff nicht mehr für seinen geplanten Einsatzzweck genutzt werden kann und mit der Markkleeberg ein ausreichend großes Schiff auf dem Markkleeberger See vorhanden ist, wurde die Störmthal verkauft. Im Oktober 2024 wurde das Schiff zum Bärwalder See transportiert. Ab Ende 2024 verkehrt sie als Bärwalder Seelust.